# Tango

Tango.

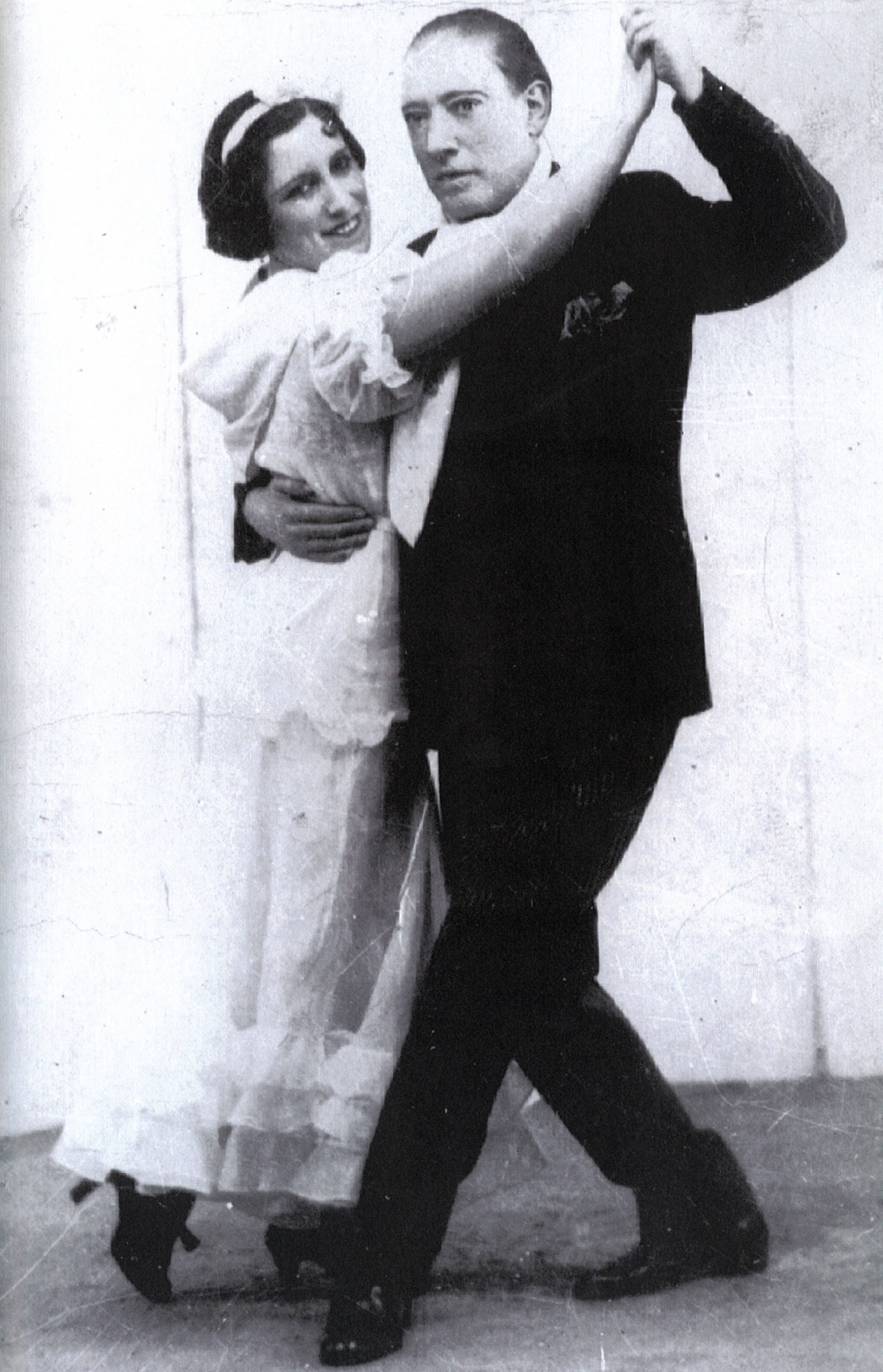
Benito Bianquet, malnomenat El Cachafaz, un conegut ballarí de tango (ballant amb Carmen Calderón).

El tango és la música i el ball més popular i internacional de l'Argentina i l'Uruguai, mundialment associat a la passió i a l'amor.
El tango va néixer a les zones portuàries empobrides d'aquests països a partir d'una combinació de la milonga argentina, l'habanera hispanocubana i les celebracions del candombe uruguaià. Es practicava sovint als bordells i bars dels ports, on els propietaris de negocis contractaven bandes per entretenir els seus clients. Després es va estendre a la resta del món. Actualment existeixen moltes variacions d'aquesta dansa arreu del món.

## Etimologia
Hi ha diverses teories sobre l'origen de la paraula tango, cap de les quals ha estat demostrada. Sovint s'atribueix a una cultura africana la creació d'aquesta paraula; en particular, es teoritza que la paraula deriva de la paraula ioruba shangó, que fa referència a Shango, el déu del tro en la religió tradicional ioruba. Aquesta teoria suggereix que la paraula «shangó» es va transformar a causa de la dilució de la llengua nigeriana un cop va arribar a Sud-amèrica a través del tràfic d'esclaus. Segons una teoria alternativa, el tango deriva de la paraula castellana per a tambor. Aquesta paraula va ser pronunciada malament pels habitants de classe baixa de Buenos Aires per convertir-se en tambo, donant lloc al tango comú. De vegades també es teoritza que la paraula deriva de la paraula portuguesa tanger, que significa tocar un instrument musical. Una altra paraula portuguesa, tangomão, una combinació del verb tanger ('tocar') amb el substantiu mão ('mà') que significa tocar un instrument musical amb les mans, s'ha suggerit com l'ètim de tango.
Segons alguns autors, el tango deriva de la paraula congo ntangu que significa sol, hora, espai-temps.

## Història
El tango sorgeix dels suburbis de les ciutats de Buenos Aires i Montevideo a finals del segle xix, en mig d'un ambient en el qual la ciutat argentina es transformava en una gran metròpolis a causa de la immigració i el progrés econòmic.
La barreja dels immigrants, negres i gautxos que arribaven a la ciutat han fet del tango un producte cultural únic al món i capaç de fer-hi notar totes les característiques dels habitants de Buenos Aires.
El tango és una dansa que té influències de la cultura africana i europea. Les danses de les cerimònies de Candombe dels antics esclavitzats africans van ajudar a donar forma al tango modern. La música tango derivada de la fusió de diverses formes musicals d'Europa. Les paraules tango i tambo a la conca del Riu de la Plata es van utilitzar inicialment per referir-se a reunions musicals d'esclaus, amb registres escrits d'autoritats colonials que van intentar prohibir aquestes reunions ja el 1789.
Al començament, les cançons eren únicament instrumentals, tocades amb guitarra, violí, clarinet, organito (típic en la música d'eixa època a l'Argentina) i flauta, i les parelles ballaven entrellaçades. A més, n'hi ha indicis que els afroargentins tocaven els candombes-tangos amb tambors, com el merenguengué, cançó que va ser un èxit en els carnavals afroargentins de l'any 1876. Més tard, s'hi van incorporar el piano i el bandoneó, el qual donaria al tango el seu so característic, pel qual és reconegut a tot el món. L'últim instrument en sumar-s'hi va ser el contrabaix, el 1917.
Inicialment, només era un dels molts balls, però aviat es va popularitzar a tota la societat, a mesura que els teatres i els orgues de carrer el van estendre des dels suburbis fins als barris marginals de classe treballadora, que estaven plens de centenars de milers d’immigrants europeus.
En els primers anys, es tocava i ballava en prostíbuls i, per aquesta raó, moltes de les primeres lletres, quan n'hi ha, eren vulgars i grotesques. Els grans poetes d'aquesta música, amb lletres que evoquen l'amor que no va poder ser i el raval que ja no és el mateix entrarien en escena a partir de la segona dècada del segle xx, quan Pascual Contursi escriu Mi noche triste, narrant els sentiments d'un home abandonat per la seva dona. Carlos Gardel, cantant per excel·lència del tango, va gravar aquesta peça el 1917 i va néixer d'aquesta manera el que es va conèixer més endavant com el tango cançó.
Quan el tango va començar a estendre's internacionalment al voltant del 1900, les normes culturals eren generalment conservadores, i per això el ball de tango es considerava extremadament sexual i inapropiat per a l'exhibició pública. Això va provocar un fenomen de xoc cultural. A més, la combinació d'influències culturals africanes, natives americanes i europees en el tango era nova i inusual per a la major part del món occidental.
Molts barris de Buenos Aires tenen les seves particulars històries de tango: per exemple La Boca, San Telmo i Boedo. A l'avinguda Boedo, Cátulo Castillo, Homero Manzi i altres cantants i compositors solien reunir-se al Cafè Japonès amb el Grup Boedo.

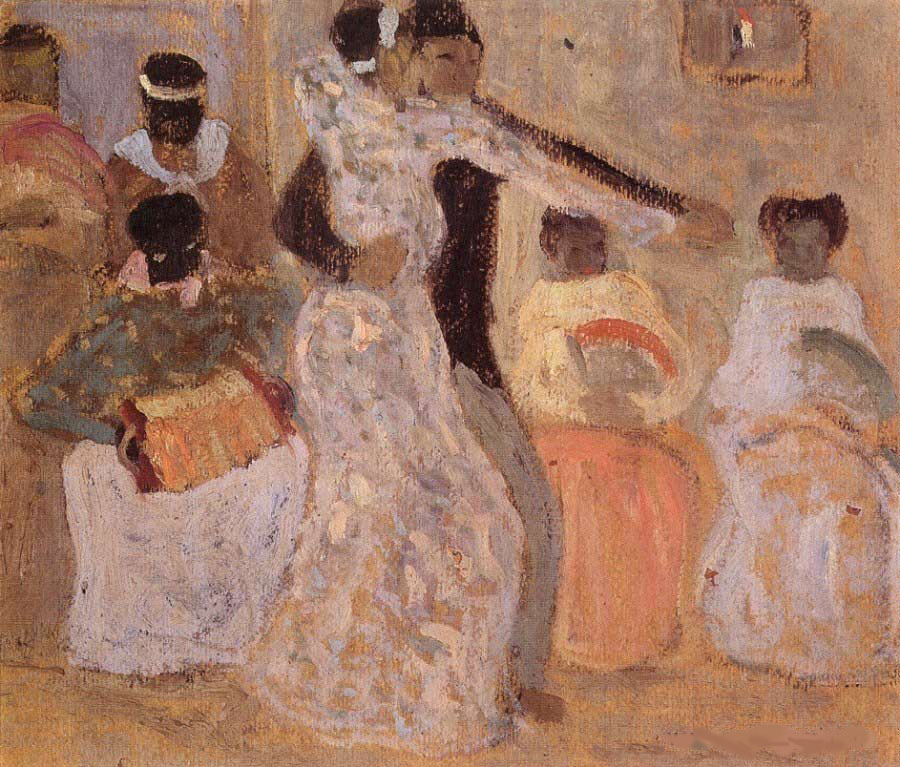
El Tango del pintor uruguaià Pedro Figari

A principis del segle XX, ballarins i orquestres de Buenos Aires van viatjar a Europa, i la primera bogeria europea del tango va tenir lloc a París, seguida aviat per Londres, Berlín i altres capitals. L'historiador del tango Nardo Zalko, natural de Buenos Aires i que va viure la major part de la seva vida a París, va investigar la fecundació mútua entre les dues ciutats a la seva obra París - Buenos Aires, Un Siècle de Tango. Cap a finals de 1913, va afectar la ciutat de Nova York, així com Finlàndia. Als Estats Units, al voltant de 1911, la paraula tango s'aplicava sovint a balls en un ritme 2|4 o 4|4 com ara el d'un pas. El terme estava de moda i no indicava que s'utilitzarien passos de tango en el ball, tot i que sí que ho podrien fer. De vegades es tocava música de tango però a un tempo força ràpid. Els instructors de l'època de vegades es referien a això com un tango nord-americà, en contraposició a l'anomenat tango argentí. El tango va ser controvertit a causa dels seus presumptes matisos sexuals i, a finals de 1913, els professors de dansa que havien introduït el ball a París van ser desterrats de la ciutat. El 1914, aviat es van desenvolupar estils de tango més autèntics, juntament amb algunes variacions com el tango Minuet d'Albert Newman.
A l'Argentina, l'inici de la Gran Depressió el 1929 i les restriccions introduïdes després del derrocament del govern d'Hipólito Yrigoyen el 1930 van causar una disminució temporal de la popularitat del tango. La seva sort es va invertir més tard a la dècada del 1930, i el tango va tornar a estar de moda i a ser una qüestió d'orgull nacional sota el primer govern de Perón, cosa que al seu torn va tenir un efecte important en la cultura argentina en general. Mariano Mores va tenir un paper important en el ressorgiment del tango a l'Argentina dels anys cinquanta. El Taquito Militar de Mores es va estrenar el 1952 durant un discurs governamental del president Juan D. Perón, que va generar una forta controvèrsia política i cultural entre diferents visions dels conceptes de música culta i música popular, així com els vincles entre ambdues cultures.
El tango va tornar a decaure a finals de la dècada del 1950, com a resultat de la depressió econòmica i la prohibició de les reunions públiques per part de les dictadures militars; la pràctica del tango només per a homes —el costum de l'època— es considerava reunió pública. Això, indirectament, va impulsar la popularitat del rock and roll perquè, a diferència del tango, no requeria aquestes reunions. No obstant això, a finals de la dècada del 1980 el tango va tornar a experimentar un ressorgiment a l'Argentina, en part a causa dels esforços d’Osvaldo Peredo.
El 2009, el tango va ser afegit a les llistes del Patrimoni Cultural Immaterial de la UNESCO.
D'entre el gran nombre d'autors d'aquesta disciplina, cal destacar, a més de Carlos Gardel, Roberto Firpo, Roberto Polaco Goyeneche, Domingo Rey, Luis Teisseire, Juan D'Arienzo, Edmundo Rivero, Lucio Demare, Agustín Irusta, Arturo de Bassi i Juan de Dios Filiberto.

## Estils

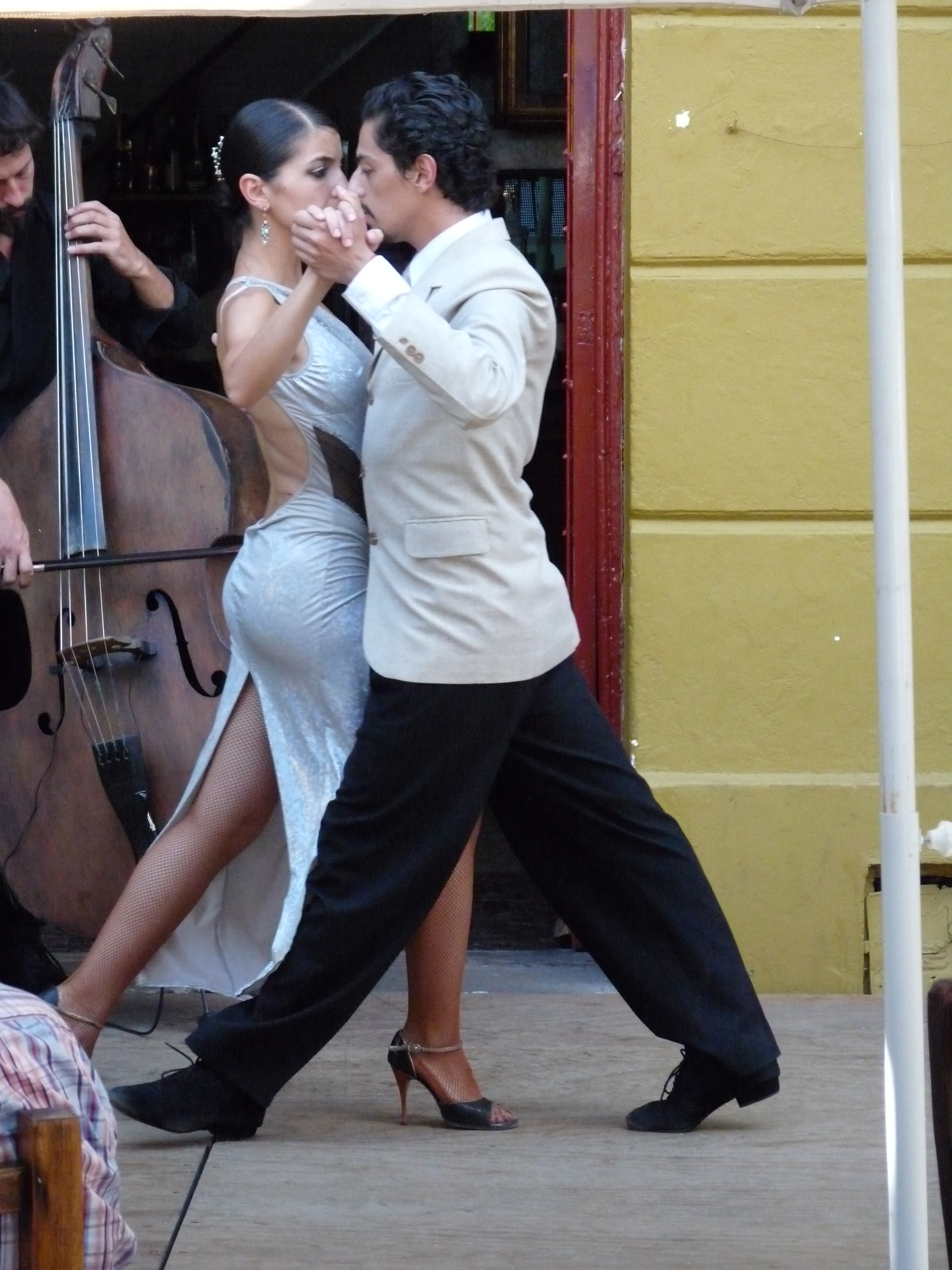
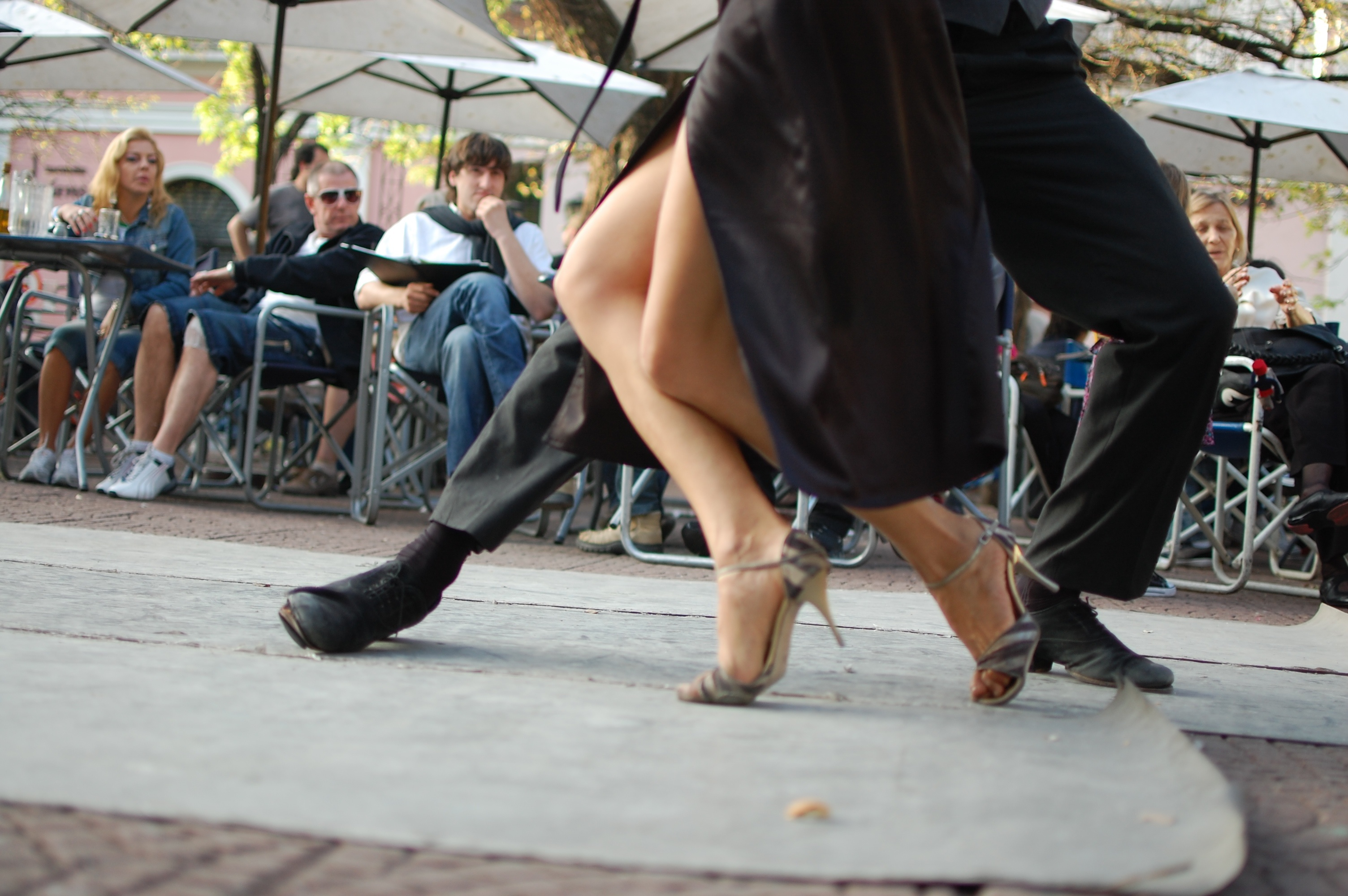
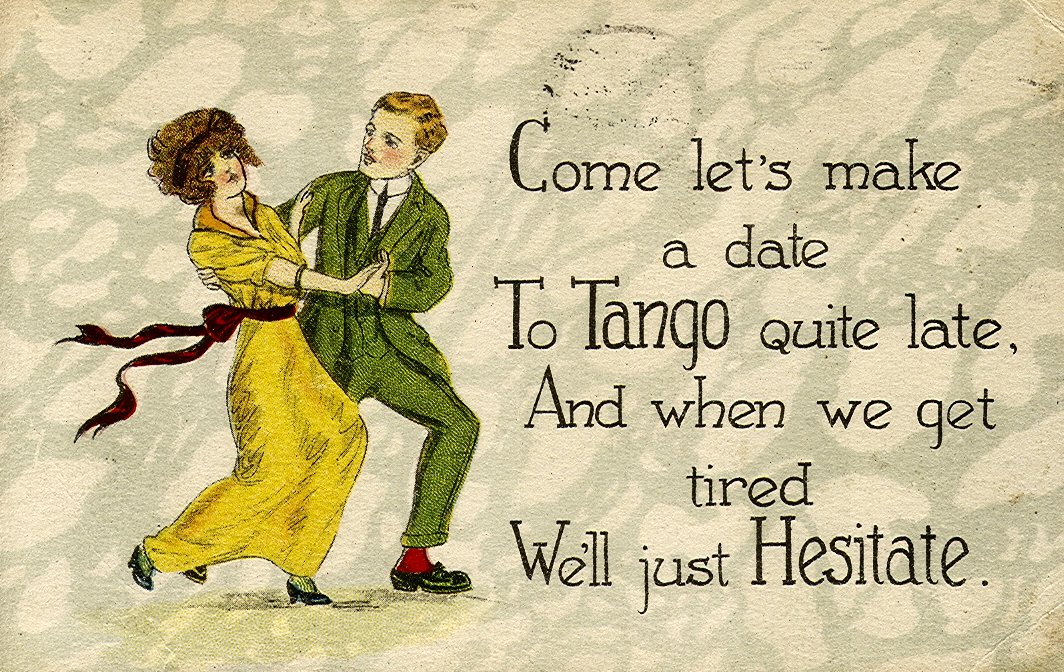
Postal de tango, c. 1919.
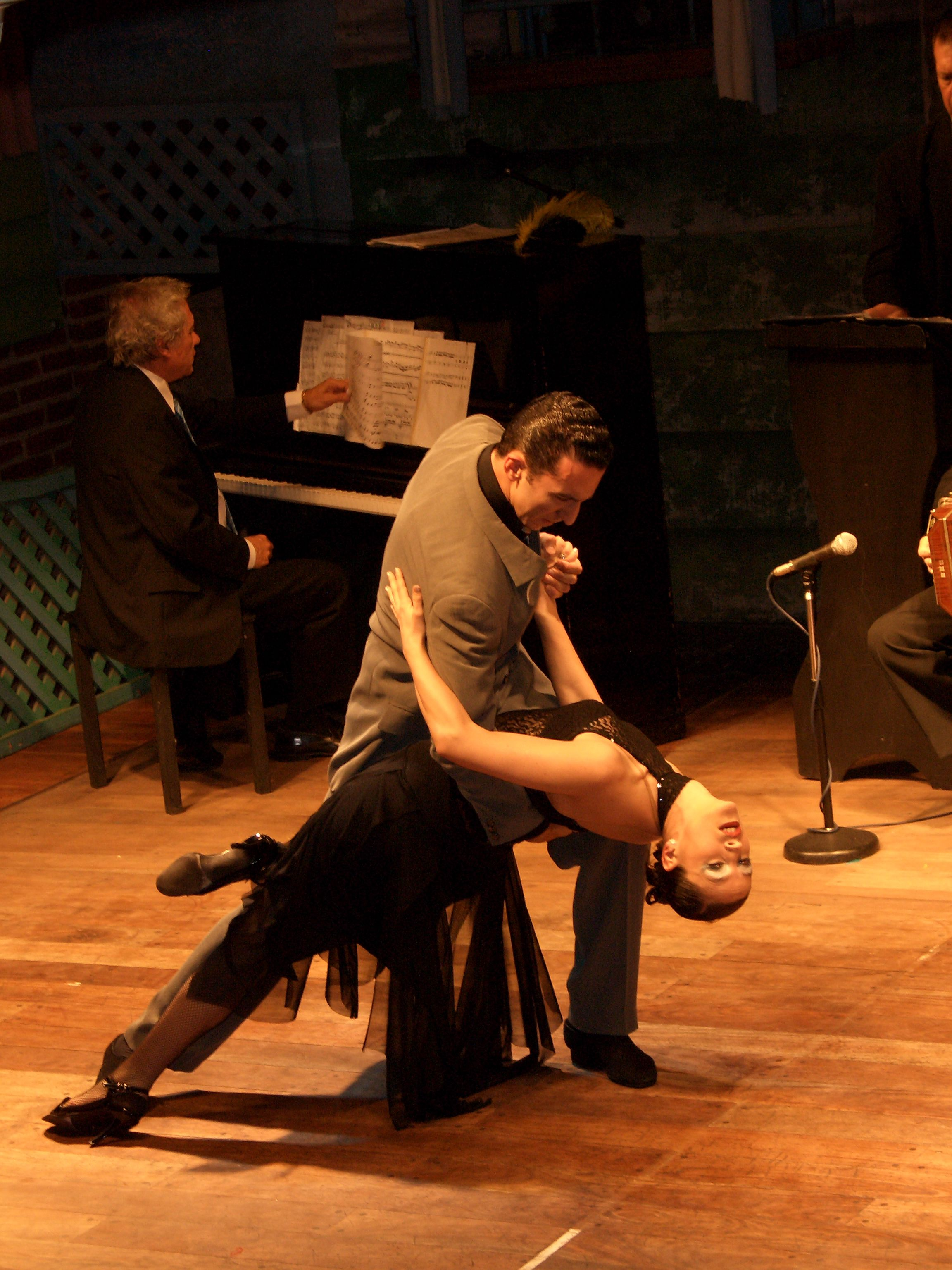
Tango coreografiat a Buenos Aires, 2005.
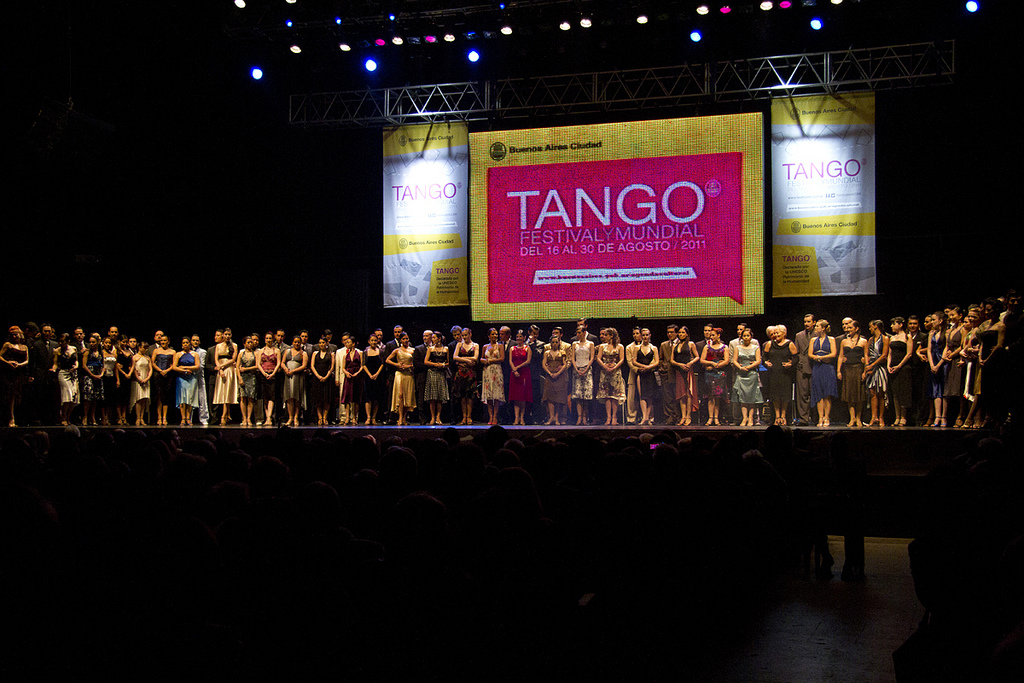
Campionat del Món de Tango 2011, Luna Park, Buenos Aires.

El tango consisteix en una varietat d'estils que es van desenvolupar en diferents regions i èpoques de l'Argentina, així com en altres llocs del món. La dansa es va desenvolupar en resposta a molts elements culturals, com ara la concurrència del local i fins i tot les modes en la roba. Els estils es ballen principalment en abraçada oberta, on el líder i el seguidor tenen espai entre els seus cossos, o en abraçada estreta, on el líder i el seguidor es connecten pit amb pit (tango argentí) o a la zona superior de la cuixa i el maluc (tango americà i internacional).
Els diferents estils de tango són:
- Tango argentí
- Tango canyengue
- Fantasia de tango
- Tango lli
- Tango oriental
- Tango orillero
- Saló de tango
- Tango camacupense (Angola)
- Tango milonguero (tango apilat) (vegeu també Milonguero)
- Tango nou (nou tango)
- Vals de tango (Vals de tango)
- Milonga
- Tango de saló
- tango finlandès
- tango uruguaià
- Maxixe (tango brasiler)

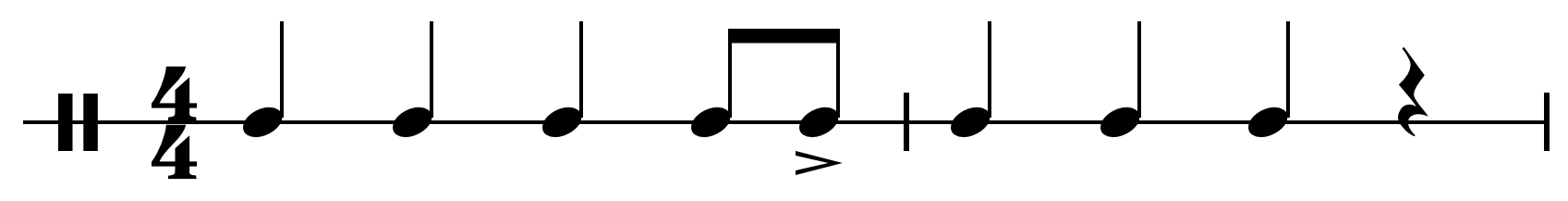
Ritme de tango.

Es ballen amb diversos tipus de música:
- Tango
- Música electrònica inspirada en el tango (Tango electronico)
- Tango alternatiu, és a dir, música alternativa al tango o música no tango emprada en danses inspirades en el tango.

L'estil milonguero es caracteritza per una abraçada molt estreta, petits passos i un treball de peus rítmic sincopat. Està basat en el petitero o caquero l'estil dels clubs concorreguts del centre de la ciutat dels anys cinquanta.
En canvi, el tango que es va originar als clubs familiars dels barris suburbans (Villa Urquiza/Devoto/Avellaneda, etc.) emfatitza passos llargs i elegants i figures complexes. En aquest cas, es pot permetre que l'abraçada s'obri breument per permetre l'execució del complex treball de peus.
Les figures complexes d'aquest estil es van convertir en la base d'un estil de representació teatral de tango que es veu en els espectacles de gira. A efectes escènics, l'abraçada sovint és oberta, i el complex treball de peus s'augmenta amb aixecaments, puntades de peu i caigudes gimnàstiques.
Un estil més nou, de vegades anomenat tango nuevo o nou tango, s'ha popularitzat en els darrers anys per una generació més jove de ballarins. L'abraçada sovint és força oberta i molt elàstica, cosa que permet al líder liderar una gran varietat de figures molt complexes. Aquest estil s'associa sovint amb aquells que gaudeixen ballant música tango alternatiu amb tints de jazz i tecno, a més de composicions tradicionals de tango.

### Tango canyengue
El tango canyengue és un estil rítmic de tango que es va originar a principis del segle XX i que encara és popular avui dia. És un dels estils originals del tango i conté tots els elements fonamentals del tango tradicional de la regió del Río de la Plata (Uruguai i Argentina). En el tango canyengue els ballarins comparteixen un eix, ballen en una abraçada tancada i amb les cames relaxades i lleugerament flexionades. El tango canyengue utilitza la dissociació corporal per al guia, caminar amb contacte ferm amb el terra i una combinació permanent de ritme dins i fora de temps. Les seves principals característiques són la musicalitat i l'alegria. El seu ritme es descriu com a incisiu, emocionant, provocador.
Un estil més nou, de vegades anomenat tango nuevo o nou tango, s'ha popularitzat en els darrers anys per una generació més jove de ballarins. L'abraçada sovint és força oberta i molt elàstica, cosa que permet al líder liderar una gran varietat de figures molt complexes. Aquest estil s'associa sovint amb aquells que gaudeixen ballant música tango alternatiu amb tints de jazz i tecno, a més de composicions tradicionals de tango.
El festival anual de tango finlandès Tangomarkkinat atrau més de 100.000 aficionats al tango a la ciutat de Seinäjoki, al centre de Finlàndia; la ciutat també acull el Museu del Tango.

## Bibliografiа
- Kassabova, Kapka. Twelve Minuts of Love, a tango story, 2011. ISBN 1846272858. (English), Portobello., 9781846272851
- Leymarie, Isabelle. Flammarion. Du tango au reggae: musiques noires d'Amérique latine et des Caraïbes, 1996. ISBN 2082108139.
- Leymarie, Isabelle. BSA. La música latinoaméricana: Ritmos y danzas de un continente, 1997. ISBN 8440677057.
- Nau, Nicole. Tango Dimensionen, 1999. ISBN 978-3-924592-65-3. (German), Kastell Verlag GmbH,.
- Nau, Nicole. Tango, un baile bien porteño, 2000. ISBN 950-05-1311-0. (Spanish), Editorial Corregidor,
- Park, Chan. Tango Zen: Walking Dance Meditation, 2005. ISBN 0-9759630-0-7. (English), Tango Zen House,
- Park, Chan. TangoZen: Caminar y Meditar Bailando, 2008. ISBN 978-950-17-1032-8. (Spanish-English), Editorial Kier,
- Turner, David. A Passion for Tango, 2006. ISBN 978-0-954-70831-3. (English), Dingley Press 2004 Revised and augmented,
- Collier, Simon. Tango!: the dance, the song, the story, 1995. ISBN 0500016712.
- Gabriela Nouzeilles, Graciela R. Montaldo. The Argentina Reader: History, Culture, Politics, 2002. ISBN 0-8223-2914-X.
- Skidmore, Thomas E.; Smith, Peter H.; Green, James N. Modern Latin America, Eight Edition, 2014. ISBN 978-0-19-992923-8.
- Collier, Simon «The Popular Roots of the Argentine Tango». History Workshop, 1992. ISSN: 0309-2984. JSTOR: 4289184.
- DeLaney, Jeane. Immigration, Identity, and Nationalism in Argentina, 1850–1950, 2014-10-14, p. 91–114. DOI 10.5744/florida/9780813060002.003.0004. ISBN 978-0-8130-6000-2 [Consulta: 7 abril 2023].
- Tabares, Lorena «The Argentine Tango As A Discursive Instrument And Agent Of Social Empowerment: Buenos Aires, 1880-1955». Open Access Theses & Dissertations, 01-01-2014.
- Poosson, Sylvain B. «"Entre Tango y Payada": The Expression of Blacks in 19th Century Argentina». Confluencia, 20, 2004.
- Gobello, José. Breve Historia Crítica Del Tango., 1999.
- Savigliano, Marta E. Tango And The Political Economy Of Passion (en anglès), 1995. DOI 10.4324/9780429497001. ISBN 978-0-429-49700-1.
- Viladrich, Anahí. More Than Two to Tango: Argentine Tango Immigrants in New York City, 2013. ISBN 1-299-78446-1. OCLC 855896486.